# جيمس بيرت
جيمس بيرت (بالإنجليزية: James Burt)‏ (28 أكتوبر 1792 - 4 سبتمبر 1858) هو لاعب كريكت بريطاني (وحمل سابقاً جنسية المملكة المتحدة لبريطانيا العظمى وأيرلندا ومملكة بريطانيا العظمى).